# Hausa-Gwandara jezici
Hausa-Gwandara jezici, podskupina zapadnočadskih A jezika iz Nigerije, raširenih i po državam Benin, Burkina Faso, Kamerun, Gana, Niger i Sudan. Jedina dva predstavnika su joj hausa [hau] s 24.988.000 govornika i gwandara [gwn] s 27.300 (2000) govornika u nigerijskim državama Niger i Kaduna.
Zapadnočadsku granu A jezika čini s jezicima A.2. bole-tangale (21), A.3. angas-gerka (12), A.4. ron-fyer (7) i jezikom daza [dzd] 

## Vanjske poveznice
- Ethnologue (14th)
- Ethnologue (15th)
- African Languages  Arhivirana inačica izvorne stranice od 12. kolovoza 2011. (Wayback Machine)